# King Camp Gillette
 King Camp Gillette  (Fond du Lac, 5 de gener de 1855 − Los Angeles, 9 juliol 1932) va ser un empresari nord-americà conegut per ser el difusor de la maquineta d'afaitar, encara que ja existien altres models anteriors amb disseny previ al de Gillette, el sistema d'afaitat seguia implicant riscos, especialment quan s'havia d'afaitar un mateix.
En aquest fet pensava King Camp Gillette, viatjant de comerç, cada cop que s'afaitava a correcuita, sovint dalt del tren amb el perill que això implicava. El 1895, després d'anys de donar-hi voltes, tingué una idea: un aparell nou, barat, segur i amb unes fulles d'acer barates que s'haguessin de canviar a cada afaitada (o quasi a cada afaitada).
La innovació de Gillette va ser una fulla prima i de baix cost, d'un sol ús, d'acer estampat.
A Gillette se li atribueix la creació de l'anomenat model de negoci de "maquinetes d'afaitar i fulles", on es venen maquinetes d'afaitar a preus baixos per augmentar el mercat de les fulles, encara que en realitat es va limitar a adoptar aquest model de negoci després que ja ho haguessin fet altres empresaris, en diversos camps.
Per comercialitzar els seus productes, Gillete va fundar el 1901 l'empresa The American Safety Razor Company, que va canviar el seu nom a Gillette Safety Razor Company el juliol de 1902. La producció va començar el 1903, durant el va vendre 51 maquinetes i 168 fulles d'afaitar, mentre que a l'any següent, amb una política de preus baixos, va vendre 90.884 maquinetes i 123.648 fulles. El 1905 la producció s'havia incrementat a més de 90.000 maquinetes i dos milions i mig de fulles. El 1908, l'empresa ja s'havia establert als Estats Units, Canadà, Anglaterra, França i Anglaterra. El 1915 les vendes de fulles excedien els setanta milions d'unitats.